# Przytoka (powiat miński)
Przytoka – wieś sołecka w Polsce, położona w województwie mazowieckim, w powiecie mińskim, w gminie Kałuszyn.
| SIMC    | Nazwa         | Rodzaj    |
| ------- | ------------- | --------- |
| 0673940 | Nowa Przytoka | część wsi |

Wieś szlachecka Przetoka położona w drugiej połowie XVI wieku w powiecie garwolińskim ziemi czerskiej województwa mazowieckiego, była własnością Stanisława Mińskiego. W latach 1975–1998 miejscowość administracyjnie należała do województwa siedleckiego.
Wierni Kościoła rzymskokatolickiego należą do parafii św. Anny w Jakubowie.